# Borovszky Géza
Borovszky Géza (Kassa, 1884. április 14. – Magyarország, 1954.) vasmunkás, parlamenti képviselő.

## Élete
A két világháború közötti csehszlovákiai magyar szociáldemokrata mozgalom (Csehszlovák Köztársaság Magyar Szociáldemokrata Munkáspártja) egyik meghatározó személyisége volt. Az 1920-as csehszlovákiai parlamenti választásokon a Csehszlovák Szociáldemokrata Munkáspárt listáján képviselői mandátumot szerzett. A nemzetiségi politika miatt azonban 1921-ben kilépett a szociáldemokrácia parlamenti klubjából és a kommunistákhoz lépett át. 1922 elején azonban a CSKP parlamenti klubját és magát a pártot is elhagyta, és a Csehszlovák Köztársaság Magyar Szociáldemokrata Munkáspártjának parlamenti klubjának tagja lett. Az egyik újraszervezője volt a magyar szociáldemokrácia kassai szervezetének. Főszerkesztője volt a párt 1922-től Kassán megjelenő lapjának, a Fáklyának. Élesen bírálta a csehszlovák szociáldemokrácia politikáját és a magyar ellenzéki pártokkal kívánt szorosabb együttműködést kialakítani. 
1938 októberében a kassai magyar szociáldemokraták nevében bejelentette csatlakozását a Magyar Nemzeti Tanácshoz. Az első bécsi döntés után azonnal bekapcsolódott a magyarországi szociáldemokrata mozgalomba, s a Magyarországi Szociáldemokrata Párt egyik vezető kassai aktivistája volt. Bírálta a Horthy-rendszer nemzetiségi politikáját és a pesti szociáldemokrácia tevékenységét is. A német megszállást követően, 1944 áprilisában internálták. Sírja a Rákospalotai temetőben található.